# Torneo de Bogotá 2013
El Claro Open Colombia 2013 es un torneo de tenis perteneciente a la ATP en la categoría de ATP World Tour 250. El Claro Open Colombia o ATP World Tour 250 de Bogotá se disputó desde el 15 al 21 de julio de 2013 en el Centro de Alto Rendimiento (CAR) de Coldeportes, en la ciudad de Bogotá.
La primera edición del Claro Open Colombia contó con un elenco de estrellas que iban desde el serbio Janko Tipsarević al sudafricano Kevin Anderson, pasando por los ídolos locales Alejandro Falla y Santiago Giraldo.
El torneo, el quinto perteneciente a la ATP en Latinoamérica tras los de Viña del Mar (Chile), Sao Paulo (Brasil), Acapulco (México) y Buenos Aires (Argentina), es el que más reparte la bolsa de premios más grande de Sudamérica, con un total de 727.000 dólares. Además, el Claro Open Colombia otorga 250 puntos ATP al ganador, 150 al finalista, 90 a los semifinalistas, 45 a los jugadores que accedan a los cuartos de final y 20 a los que llegan a segunda ronda.
En su primera edición, el veterano Ivo Karlović demostró su mayor acoplamiento a la altura de la capital colombiana y se impuso al local Alejandro Falla por 6-3 y 7-6(4) en una hora y dieciocho minutos de juego.
En la categoría de dobles, la pareja india formada por Purav Raja y Divij Sharan demostraron su supremacía en el torneo al imponerse en la final a la dupla franco-holandesa compuesta por Édouard Roger-Vasselin e Igor Sijsling por 7-6(4) y 7-6(3) en una hora y 30 minutos.

## Cabezas de serie

### Individual
| Tenista                | Ranking | Preclasificada |
| Janko Tipsarević       | 14      | 1              |
| Kevin Anderson         | 22      | 2              |
| Igor Sijsling          | 55      | 3              |
| Édouard Roger-Vasselin | 71      | 4              |
| Adrian Mannarino       | 76      | 5              |
| Santiago Giraldo       | 82      | 6              |
| Aljaž Bedene           | 87      | 7              |
| Xavier Malisse         | 88      | 8              |

- Los cabezas de serie, están basados en el ranking ATP del 8 de julio de 2013.

### Dobles
| Tenista                              | Ranking | Preclasificada |
| Juan Sebastián Cabal Robert Farah    | 87      | 1              |
| Édouard Roger-Vasselin Igor Sijsling | 93      | 2              |
| Marcelo Demoliner André Sá           | 144     | 3              |
| Purav Raja Divij Sharan              | 204     | 4              |

- Los cabezas de serie, están basados en el ranking ATP del 8 de julio de 2013.

## Campeones

### Individual Masculino
Ivo Karlović venció a   Alejandro Falla por 6-3, 7-6(4)

### Dobles Masculino
Purav Raja /  Divij Sharan vencieron a  Édouard Roger-Vasselin /  Igor Sijsling 7-6(4),7-6(3)